# Antonio Ávila Jiménez
Antonio Ávila Jiménez (La Paz, Bolivia, 1898-1965) fue un poeta y músico boliviano.

## Biografía
Estudió violín en el Conservatorio Nacional de Música de La Paz. Amplió sus estudios musicales en Francia, Bélgica e Italia. Conoció a su primera esposa, Hendrika Vermeer Rompa, en Brujas, Bélgica a fines de 1920. Con ella tuvo tres hijos: Leonardo que nació en El Havre, Francia, Jack en Haarlem en los Países Bajos y Rolando en La Paz cuando volvió a Bolivia en 1932. Hendrika falleció un año después del nacimiento de Rolando. En 1932 se alistó voluntario en la Guerra del Chaco. Tras la guerra entró en el servicio diplomático y fue cónsul de Bolivia en El Havre.
Su segunda esposa fue la poeta y escritora Hilda Mundy.
Fue amigo de Jaime Saenz, que le dedica un capítulo de su libro Vidas y Muertes.

## Obra poética
- Cronos, 1939
- Signo, 1942
- Las almas, 1950
- Poemas, 1957
- Obras completas, 1988